# Herzogenstadttor

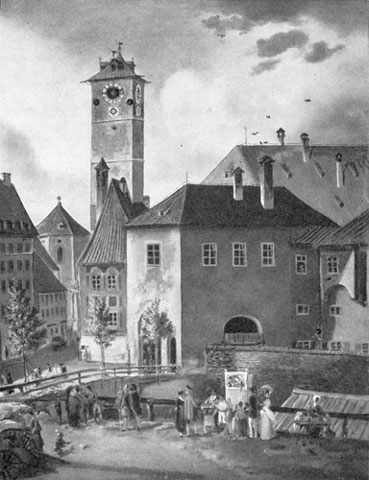
Herzogenstadttor

Das  Herzogenstadttor  war ein Stadttor der zweiten Stadtmauer des mittelalterlichen Münchens.

## Lage
Das Herzogenstadttor lag im Kreuzviertel im Westen der Münchner Altstadt nördlich des Neuhauser Tors ungefähr an der Stelle, an der heute der BMW-Pavillon am Lenbachplatz steht.

## Geschichte
Das Tor wurde unter Herzog Wilhelm V. angelegt. Im Stadtmodell Münchens von Jakob Sandtner aus dem Jahr 1570 ist es nicht vorhanden, der erste Münchner Stadtplan von Tobias Volckmer aus dem Jahre 1613 stellt es mit der Bezeichnung Herzogenstadttor dar. In der Literatur ist auch der Name Herzogstor bezeugt.
Als Nebentor hatte es keine besondere Bedeutung für den Verkehr und war wohl auch nie für die Allgemeinheit freigegeben. Es führte von der Wilhelminischen Veste, der heutigen Maxburg zu dem Bereich, wo das Kapuzinerkloster als einziges Kloster Münchens außerhalb der Stadtmauern lag.
Der Zeitpunkt des Abrisses ist nicht bekannt, er wird in der zweiten Hälfte des 19. Jahrhunderts vermutet.